# Willy Fueter
Willy Fueter (ausgesprochen [fuətər]; * 11. August 1909 in Bern; † 26. Oktober 1962 ebenda) war ein Schweizer Schauspieler.

## Werdegang
Willy Fueter besuchte die Handelsschule in Lausanne und beendete das Studium als Nationalökonom an der Universität Bern. Um sich in der Textilbranche weiterzubilden, vertiefte er seine Kenntnisse in London, wo er erstmals mit der Theaterszene in Berührung kam. Er nahm Schauspielunterricht in Salzburg und Berlin und debütierte 1939 in Bremen.
Nach dem Krieg übernahm Willy Fueter die ersten Filmrollen im britischen Film. Der Tod seines Vaters führte zur Rückkehr in die Schweiz und zur Übernahme des väterlichen Kleidergeschäftes in Bern. Es folgten weitere Theaterrollen und die Mitwirkung in Schweizer Dialektfilmen von Franz Schnyder und Kurt Früh. Zudem arbeitete er mit Bernhard Wicki zusammen.
Willy Fueter heiratete 1959 Sonja Krebs (1934–2018), Tochter des Kunstmalers Walter Krebs (1900–1965). Der Verbindung entsprang ein Sohn. Fueter erlag einem Herzinfarkt.

## Filmografie
- 1947: White Cradle Inn
- 1948: Snowbound
- 1948: One Night with You
- 1955: … Und ewig ruft die Heimat (Uli der Pächter)
- 1956: Kitty und die grosse Welt
- 1957: Die Angst vor der Gewalt (Der 10. Mai)
- 1958: Die Käserei in der Vehfreude
- 1960: Der Herr mit der schwarzen Melone
- 1960: Anne Bäbi Jowäger
- 1961: Das Wunder des Malachias
- 1962: Es Dach überem Chopf
- 1962: Der 42. Himmel

## Nachweise
1. ↑  Hans Bickel, Christoph Landolt: Duden. Schweizerhochdeutsch. Wörterbuch der Standardsprache in der deutschen Schweiz. Hrsg. vom Schweizerischen Verein für die deutsche Sprache. Dudenverlag, Mannheim/Zürich 2012, S. 88.

| Personendaten    | Personendaten          |
| ---------------- | ---------------------- |
| NAME             | Fueter, Willy          |
| KURZBESCHREIBUNG | Schweizer Schauspieler |
| GEBURTSDATUM     | 11. August 1909        |
| GEBURTSORT       | Bern                   |
| STERBEDATUM      | 26. Oktober 1962       |
| STERBEORT        | Bern                   |